# Nemoria bistriaria
Nemoria bistriaria är en fjärilsart som beskrevs av Jacob Hübner 1809/14. Nemoria bistriaria ingår i släktet Nemoria och familjen mätare. Inga underarter finns listade i Catalogue of Life.

## Bildgalleri

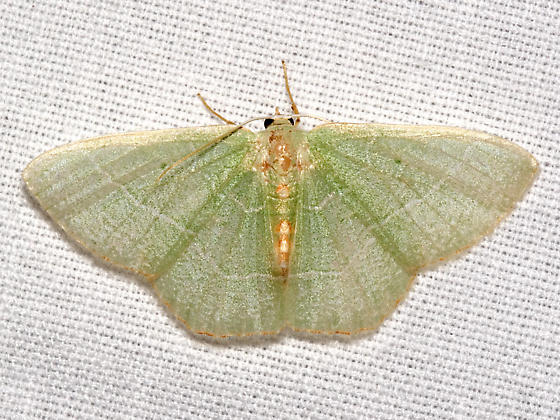